# Aravalli
Las montañas Aravalli son una cordillera de la India, principalmente en Rayastán, pero también en Haryana y Guyarat. Van de sureste a nordeste y tienen 692 km de longitud. Su punto más alto es el Monte Abu de 1752 m s. n. m., al suroeste de la cordillera. Varios riachuelos forman el río Chambal, afluente por el sur del río Yamuna, tributario del Ganges.
Las montañas eran cubiertas por la selva pero también existen zonas de cultivo e incluso zonas rocosas y arenosas. Los lugares más escondidos eran el hábitat de los meros o mhairs, una etnia aborigen.
- Sankotra.